# Alex Hepburn
Anna Alex Hepburn (ur. 25 grudnia 1986 w Londynie) – brytyjska piosenkarka i autorka tekstów. W kwietniu 2013 roku wydała swój debiutancki album studyjny zatytułowany "Together Alone".

## Dyskografia

### Albumy
| Rok  | Tytuł          | Najwyższe pozycje na listach | Najwyższe pozycje na listach | Najwyższe pozycje na listach | Najwyższe pozycje na listach | Najwyższe pozycje na listach | Najwyższe pozycje na listach |
| Rok  | Tytuł          | AUT                          | BEL (Fl)                     | BEL (Wa)                     | FRA                          | GER                          | SWI                          |
| ---- | -------------- | ---------------------------- | ---------------------------- | ---------------------------- | ---------------------------- | ---------------------------- | ---------------------------- |
| 2013 | Together Alone | 36                           | 36                           | 15                           | 3                            | 23                           | 2                            |

### Single
| Rok  | Singel        | Pozycje na listach | Pozycje na listach | Pozycje na listach | Pozycje na listach | Pozycje na listach | Pozycje na listach | Pozycje na listach | Pozycje na listach | Album          |
| Rok  | Singel        | AUT                | BEL (Fl)           | BEL (Wa)           | CZE                | FRA                | GER                | POL                | SWI                | Album          |
| ---- | ------------- | ------------------ | ------------------ | ------------------ | ------------------ | ------------------ | ------------------ | ------------------ | ------------------ | -------------- |
| 2013 | "Under"       | 62                 | 10                 | 2                  | 1                  | 2                  | 34                 | 2                  | 5                  | Together Alone |
| 2013 | "Miss Misery" | –                  | 91                 | 68                 | –                  | 131                | –                  | 14                 | 63                 | Together Alone |

### Inne notowane utwory
| Rok  | Singel          | Pozycje na listach | Album          |
| Rok  | Singel          | FRA                | Album          |
| ---- | --------------- | ------------------ | -------------- |
| 2013 | "Broken Record" | 90                 | Together Alone |
| 2013 | "Woman"         | 117                | Together Alone |
| 2013 | "Pain Is"       | 132                | Together Alone |